# In terra ostile
(Philip K. Dick)
In terra ostile (In Milton Lumky Territory) è un romanzo di Philip K. Dick scritto nel 1958 e pubblicato postumo nel 1985.
Appartiene ai romanzi non di fantascienza (mainstream) dello scrittore statunitense.

## Trama
Utah, anni '50. Bruce Stevens è un giovane e abile agente di commercio quando incontra Susan, dieci anni più anziana di lui, da poco reduce da un divorzio. 
Insicura e poco abile negli affari gli chiede di aiutarla a gestire il suo piccolo negozio di macchine da scrivere. 
Attratto dal fascino di quella che poi scoprirà essere stata una sua vecchia insegnante delle medie, Bruce accetta.
Orgoglio e desiderio di protezione si alternano in una storia d'amore dove il protagonista è la reciproca difficoltà di comunicare e capirsi. Su di loro l'ombra di Milt Lumky, ambiguo e ironico rappresentante di carta, figura emblematica ed allo stesso tempo indispensabile per riuscire a raggiungere il successo.

## Edizioni
- Philip K. Dick, In Milton Lumky Territory, Dragon Press, 1985.
- Philip K. Dick, In terra ostile, traduzione di Daniele Brolli, collana Vertigo n° 614, Einaudi, 1999,  p. 256.
- Philip K. Dick, In terra ostile, traduzione di Daniele Brolli, collana Collezione immaginario Dick, Fanucci, 2010, pp. 281